# Monte Rio
Monte Rio is een plaats (census-designated place) in de Amerikaanse staat Californië, en valt bestuurlijk gezien onder Sonoma County.

## Demografie
Bij de volkstelling in 2000 werd het aantal inwoners vastgesteld op 1104.

## Geografie
Volgens het United States Census Bureau beslaat de plaats een oppervlakte van
3,9 km², waarvan 3,8 km² land en 0,1 km² water.

## Plaatsen in de nabije omgeving
De onderstaande figuur toont nabijgelegen plaatsen in een straal van 24 km rond Monte Rio.